# Ale Kino+
Ale Kino+ es un canal de televisión privado de pago de Polonia, perteneciente a Canal+ Polska. Se trata de un canal que emite cine, documentales y entrevistas.

## Historia
El canal inició emisiones como Ale Kino! el 16 de abril de 1999.
Desde 2005, el canal organiza el Festiwal Filmy Świata, que muestra las últimas producciones que han ganado premios en los principales festivales. 
En 2006 debutó su revista Kino mówi.
El 11 de noviembre de 2011, el canal cambió su nombre a Ale Kino+ y comenzó a emitir en HD. Desde entonces, el canal no solo se encuentra disponible en Canal+, sino que también se encuentra disponible en Polsat Box y plataformas de cable.
El 1 de septiembre de 2014, el canal adoptó su actual imagen corporativa.
Hasta el 20 de marzo de 2022, el canal emitía desde las 8:00 hasta las 6:00. Del 21 de marzo de 2022 al 31 de diciembre de 2023, el canal emitía desde las 7:30 hasta las 6:00. Del 1 de enero de 2024 al 31 de enero de 2024, el canal emitía desde las 7:00 hasta las 6:00. Desde el 1 de febrero de 2024, el canal emite desde las 6:30 hasta las 6:00.

## Programación
- Nawet myszy idą do nieba
- Polska z góry
- Maria Antonina
- Vera 10
- Dziewczyna z moich snów
- Kruk. Czorny Woron nie śpi
- Bez powrotu
- C’mon C’mon
- Laika i Nemo

## Imagen corporativa

1999 - 2003
2003 - 2006
2006 - 2011
2011 - 2014
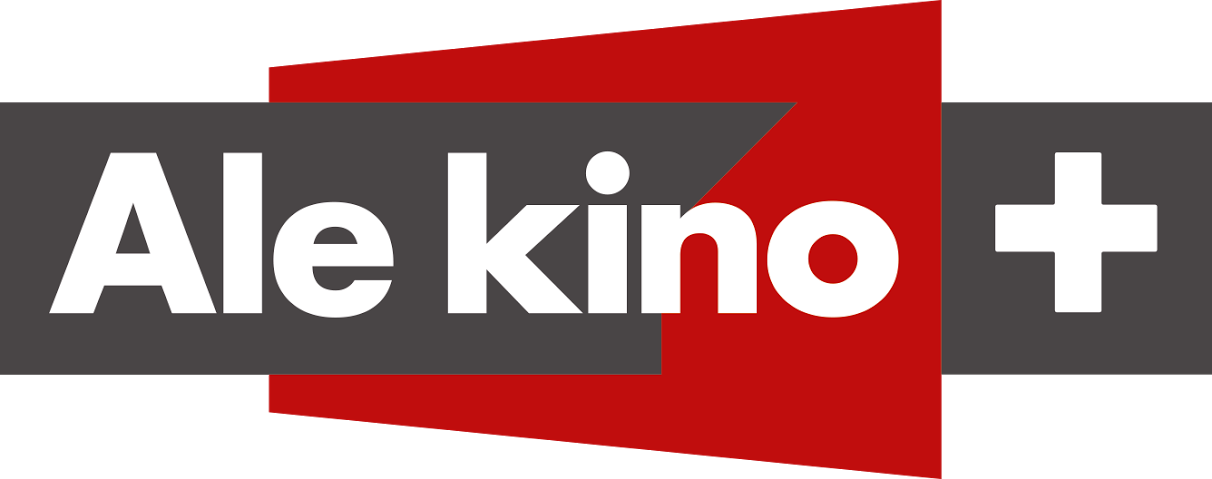
Desde 2014